# 宮古市立高浜小学校
宮古市立高浜小学校（みやこしりつ たかはましょうがっこう）は、岩手県宮古市高浜四丁目にある公立小学校。通称高小（たかしょう）。
宮古市教育委員会では2026年度に宮古市立磯鶏（そけい）小学校に統合する方針を決定している。

## 沿革
- 1876年（明治9年）6月29日 - 第八大区第二中学区第十八区金浜学校として創立[2]。江山寺を仮校舎にあてる[3]。
- 1880年（明治13年）3月13日 - 金浜学校より分離し、高浜学校が開校[2]。
- 1886年（明治19年）11月5日 - 金浜・高浜学校を合併し、高浜簡易小学校として開校[2]。
- 1892年（明治25年）4月1日 - 高浜尋常小学校と改称[2]。
- 1908年（明治41年）4月10日 - 磯鶏尋常小学校高浜分教場となる[2]。
- 1909年（明治42年）12月20日 - 津軽石字馬越に校舎を設け、移転[4][5]。
- 1910年（明治43年）4月18日 - 高浜第4地割22番地に校舎を設け、移転[2]。
- 1929年（昭和4年） - 新校舎を落成[6]。
- 1935年（昭和10年）4月1日 - 磯鶏尋常小学校から独立[7]。
- 1936年（昭和11年）3月31日 - 高浜尋常小学校と改称[2]。
- 1941年（昭和16年）4月1日 - 国民学校令により、高浜国民学校と改称[2]。
- 1944年（昭和19年）4月1日 - 高等科を併置[2]。
- 1947年（昭和22年）4月1日 - 学制改革により、宮古市立高浜小学校と改称[2]。
- 1953年（昭和28年）8月 - 校章を制定[2]。
- 1954年（昭和29年）7月19日 - 校歌を制定[2]。
- 1960年（昭和35年）5月24日 - チリ地震津波で校舎が全壊[8]。
- 1961年（昭和36年）7月1日 - 高浜第6地割下地の神47番の6（現在地）に新校舎を設け、移転[2]。校舎建設には国庫補助金641万円も使われた[9]。
- 1964年（昭和39年）2月2日 - 給食調理室を設置[2]。
- 1973年（昭和48年）8月10日 - 自然愛護少年団を結成[10]。
- 1974年（昭和49年）12月3日 - 第六回県花と緑のコンクールにて最優秀校として表彰される[11]。
- 1980年（昭和55年）4月1日 - 特別教室棟を落成。給食調理室を増築[2]。
- 1993年（平成5年） - 校舎を改築[12]。
- 1993年度（平成5年度） - 屋内体育館を落成[13]。
- 1994年（平成6年）5月21日 - 新校舎落成式典を開催[2]。
- 1995年（平成7年）1月8日 - 屋外水泳プールを落成[2][13]。
- 2003年（平成15年）9月19日 - 第1回全日本小学校ホームページ大賞にて県優秀校に選ばれる[14]。
- 2011年（平成23年）3月11日 - 東日本大震災による津波が、校庭まで押し寄せた[15]。
- 2016年（平成28年）1月 - 教材などをしまう収納室から、昭和初期の製造と見られる手回し式のポータブル蓄音機が見つかった[16]。

## 東日本大震災による影響
2011年（平成23年）3月11日に起きた東北地方太平洋沖地震（東日本大震災）では、津波により高さ十数メートルの高台にある校舎への直接の被害はなかったものの、運動場は1.5m浸水し、運動場を囲むフェンスはなぎ倒された。また校地への土砂流入も見られた。被害額は445万円にのぼる。児童は全員無事だったが、4割が被災した。

## 施設概要
主な施設。
- 校舎
  - 1-3棟（特別教室棟） - 1980年竣工の鉄筋コンクリート造3階建てで、面積は741平方メートル[2][13]。
  - 5棟 - 1993年竣工の鉄筋コンクリート造3階建てで、面積は1,123平方メートル[2][13]。
  - 1-4棟 - 1993年竣工の鉄筋コンクリート造3階建てで、面積は21平方メートル[2][13]。
- 屋内体育館 - 1993年度竣工の鉄筋コンクリート造平屋建てで、面積は825平方メートル[13]。
- 屋外水泳プール - 1995年竣工の鉄骨造りで、面積は400平方メートル[2][13]。
- 校庭

## 通学区域
- 高浜一丁目、二丁目、三丁目、四丁目
- 金浜

出典：

## 進学先中学校
- 宮古市立河南中学校[19]

## 周辺
- 宮古市金浜老人福祉センター
- 宮古市身体障害者福祉センター
- 国道45号
- 宮古湾

## アクセス
- 岩手県北バス「高浜小学校下」停留所より、
  - 宮古駅前行・宮古駅前経由宮園団地行のりばから、徒歩約180m・約3分。
  - 重茂車庫経由里行・荷竹公民館行・船越駅前経由田の浜行・急行船越駅前行のりばから、徒歩約100m弱・約2分。
    - なお、「宮園団地〜荷竹公民館」線と「急行 宮古駅前〜船越駅前」線は、1日1往復の運行で、かつ「宮園団地〜荷竹公民館」線は平日のみの運行となる。